# Vlatko Kovačević
Vlatko Kovačević (Vlado Kovačević), (Dubrovnik, 26. ožujka 1942.), hrvatski šahist, velemajstor i šahovski pisac.
Šah upoznao tek u 15. godini. S bratom pristupio splitskom ŠK Mornar. Za godinu je dana već osvojio šesto mjesto na juniorskom prvenstvu Jugoslavije, a sljedeće 1959. bio je prvi na juniorskom prvenstvu Hrvatske i treći mjesto na juniorskom prvenstvu Jugoslavije. Majstorski kandidat 1961. godine. Student prve generacije splitskoga Elektrotehničkog fakulteta iz 1960. godine. Godine 1965. odbio ponudu mjesta asistenta i izabrao šahovsku karijeru. Prešao u zagrebački ŠK Mladost 1970. godine.
Na hrvatskoj je nacionalnoj ljestvici od 1. ožujka 2012. godine osamnaesti po rezultatima, s 2450 bodova.
Po statistikama FIDE sa službenih internetskih stranica od 12. travnja 2012., 765. je igrač na ljestvici aktivnih šahista u Europi a 976. na svijetu.
Naslov velemajstora nosi od 1976. godine.
Hrvatski je pojedinačni prvak 1969. i 1971. godine. Poznat je kao jedan od šahista koji su pobijedili legendarnog Roberta Fischera. To je bilo 1970. godine, 2 godine prije nego što je Fisher postao svjetski prvak, u periodu koji se smatra vrhuncem Fischerove moći. Nakon tog istog turnira u Zagrebu 1970. postao je međunarodni majstor. Najbolji turnir u karijeri nije bio među onih 15 na kojima je pobijedio, nego turnir u Sarajevu 1982. gdje je u društvu 10 velemajstora ostvario 12 od 15 bodova, no pobijedio je Aleksandar Beljavski koji je osvojio 12,5 bodova. Najbolji rejting ostvario je 1983. godine. Šahovski su krugovi smatrali Kovačevića amaterskim prvakom svijeta, jer svi bolje plasirani od njega bili su profesionalni šahisti, dok je Kovačeviću stalno radno mjesto bilo športsko uredništvo Hrvatskoga radija.
Nastupio je na šest šahovskih olimpijada. Za Jugoslaviju je nastupio u Lucerneu 1982., Solunu 1984. i 1988., za Jugoslaviju "B" u Novom Sadu 1990. Za Hrvatsku je nastupio u Manili 1992. i Elisti 1998. godine. Na šahovskoj olimpijadi u Novom Sadu osvojio je broncu na četvrtoj ploči.
Šahovski je izvjestitelj Hrvatskog radija.
Igrao je za ŠK Mravince.
Autor je šahovskih knjiga Topovi i pješaci (prvi i drugi dio), Topovi i lake figure (Zagreb, 2007.), Trilogija završnica velemajstora “Pješaci i lake figure” (Pješačke i skakačke završnice”,  “Lovačke završnice”, “Završnice lakih figura”) (Zagreb, 2002.), Najpoznatija mu je knjiga Francuska obrana.

## Vanjske poveznice
- Kovačevićeve partije na Chessgames.com